# Lars Andersen (bueskytte)
 For alternative betydninger, se Lars Andersen. (Se også artikler, som begynder med Lars Andersen)
Lars Andersen (født 1964) er en dansk kunstmaler og forfatter og den bedst kendte bueskytte i verden ifølge Bow International.

## Bueskydning
I 2003 opfandt Lars Andersen, sammen med Peter Vorbeck, spillet Combat Archery hvor to hold skyder ufarlige pile efter hinanden. Spillet har fra Danmark bredt sig til hele verden, under navne som Archery Tack, Bow Combat mf. Lars Andersen er formand for foreningen Combat Archery Denmark.
Som bueskytte er han bedst kendt for sin teknik til at skyde hurtigt, som er hentet fra bogen Arab Archery fra omkring år 1500. I hans video på YouTube fra 2015 "Lars Andersen: a new level of archery" demonstrer han denne teknik og viser hvordan skydehastigheden forbedres i takt med at skytten mestrer at holde pilene i buehånden i stedet for i et pilekogger og igen når skytten mestrer at holde pilene i trækhånden.
Denne video blev på 3 dage, den mest set bueskydnings video nogensinde, efter en uge var videoen blevet set over 26 millioner gange.
Han medvirkede i GO' Morgen Danmark ugen efter udgivelsen af videoen, og havde på dette tidspunkt fået adskillige henvendelser fra blandt andet filmselskaber og universiteter.
Efterfølgende har Lars Andersen trænet skuespiller i bueskydning, blandt andet til Hollywood filmen Robin Hood. af Otto Bathursts, hvor han trænede Jamie Foxx og Taron Egerton til deres roller, som henholdsvis Robin Hoods læremester og Robin Hood selv.
Til TV2's julekalender i 2019, Tinka og Kongespillet, trænede han Viilbjørk Malling Agger, der spiller nissepigen Falke i bueskydning.
Der blev også produceret en parodi, hvor der blev brugt en såkaldt Nerf Blaster, et stykke legetøj fra Hasbro der skyder pile af skum. I februar lavede den danske komiker Martin Nørgaard en parodi i programmet Nørgaards netfix, hvor han iført stereotyp Robin Hoodkostume og med en legetøjsbue foretog nogle af de samme tricks som Andersen lavede i sin video.

### Kritik
Adskillige historikere, bueskytter og reenactere har kritiseret Andersens brug af kilder og hans påstande om bueskydning samt at han skulle have genopdaget historiske teknikker.
En dansk cand.mag. i arkæologi, ansat ved Museum Lolland-Falster og bueskytte på Middelaldercentret pointerede, at han blander traditionel asiatisk bueskydning med europæisk bueskydning, hvilket gjorde, at han drager forkerte konklusioner. Der blev stillet spørgsmål ved kraften i den bue, der blev anvendt. Den blev estimeret til at have en trækvægt på mellem 20-30 pund, mens en middelalderlig langbue havde en trækkraft på 90-180 pund, hvilket gør det meget nemmere at øge skudkadencen for Andersen. Dette blev yderligere cementeret idet Andersen i videoen griber en pil afskudt af en anden bueskytte, hvilket betyder at hans bue må være væsentligt svagere end langbuer, hvis skudkraft kan måle sig med en .44 Magnum.
Eksperten pointerede ligeledes at forskellige reenactmentgrupper rundt om i verden benytter sig af historiske teknikker, som minder om dem, som Andersen har benyttet, og at han således ikke har genopdaget teknikker, der er blevet glemt.
Den britiske våbenhistoriker Mike Loades skrev på sin facebookprofil, at videoen indeholdt adskillige fejl og falske udsagn om historisk bueskydning. Bl.a. skrev han, at Andersen påstod at han havde opfundet adskillige teknikker til at skyde efter bevægelige mål, til trods for at de samme teknikker har været længe kendt og anvendt af bueskytter til hest.
En bueskytte og instruktør fra Malta lavede en responsvideo på omkring 16 minutter, hvor hun gennemgik hans forskellige påstande, og argumenterede imod dem. Bl.a. pointerede hun, at Andersen ikke tog højde for archers paradox i sine påstande om, hvilken side af buen, man lægger pilen på. Ligeledes kritiserede hun også flere af hans påstande, som bliver udlagt som universelle, men som egentligt kun omhandler f.eks. mongoler eller vesteuropæisk bueskydninger begrænset til England. Vigtigst af alt blev det pointeret, at hans skydning var trick-skud, og ikke historisk bueskydning.
Andersen besvarede efterfølgende den fremsatte kritik i en video.

## Forfatter
Han har skrevet to bøger om liverollespil, som begge er blevet udgivet på Forlaget Frydenlund.
Den første Rollespil for børn og voksne af Claus Raasted og Lars Andersen udkom i januar 2006 og henvender sig til den voksne læser, som gerne vil sætte sig ind i, hvad rollespil er, og hvordan man kommer i gang med det sammen med børnene.
Den anden var Rollespilsværkstedet der udkom i april 2007 og er en til at fremstille rollespilsvåben, med fokus på samvær og samarbejde mellem barn og voksen i værkstedet.

## Kunstmaler
Som kunstmaler er Lars Andersen uddannet fra Skolen for Billedkunst og har været privatelev hos Otto Frello. Han er repræsenteret på Det Nationalhistoriske Museum, Frederiksborg Slot, på Carl Nielsen Museet, Blicheregnens Museum (2000) (en del af Silkeborg Museum) og på Trapholt Kunstmuseum 2012-2013 samt på en lang række gallerier. Lars Andersen har skabt flere portrætter af tidligere finansminister Mogens Lykketoft, fysikeren Holger Bech Nielsen og Hans Kongelige Højhed Kronprins Frederik.
Han har desuden lavet en række store offentlige provo kunstværker. Blandt disse kan nævnes en 10 meter udgave af den sidste nadver, der var ophængt i Sankt Stefans Kirke. Dette maleri udløste en strid imellem præster hvor Københavns Biskop blev indblandet.